# Универсальные дополнительные измерения
Универсальные дополнительные измерения — теории в физике элементарных частиц, математические модели которых, помимо трёх пространственных и одного временного измерений, используют одно или несколько пространственных измерений.

## Обзор
В моделях с универсальными дополнительными измерениями все поля в дополнительных измерениях распространяются одинаково, 
 в отличие от модели больших дополнительных измерений, где поля Стандартной модели не выходят за пределы четырёхмерной мембраны, в то время как в дополнительных измерениях распространяется только гравитация.
Считается, что универсальные дополнительные измерения компактифицированы с радиусами намного большими, чем планковская длина, хотя и меньшими, чем в модели больших дополнительных измерений, приблизительно равными 10−18 м. В общем, до сих пор ненаблюдаемые резонансы Калуцы–Клейна полей Стандартной модели в такой теории будут наблюдаться в энергетическом масштабе, который напрямую связан с обратным размером (масштаб компактификации) дополнительного измерения,
{\displaystyle M_{\text{KK}}\approx R^{-1}}
Экспериментальные оценки (основанные на данных Большого адронного коллайдера) масштаба компактификации одного или двух универсальных дополнительных измерений составляют около 
1 ТэВ. Другие ограничения основаны на электрослабых точных измерениях на полюсе Z, магнитном моменте мюона и ограничениях на нейтральные токи, изменяющие аромат, и достигают нескольких сотен ГэВ. Использование универсальных дополнительных измерений для объяснения тёмной материи даёт верхний предел шкалы компактификации в несколько ТэВ.